# 밤비노 (고양이)
밤비노(Bambino)는 스핑크스와 먼치킨의 교배종으로서 만들어진 고양이 품종이다. 밤비노고양이는 짧은 다리와 크고 곧은 귀를 가지고 있으며, 보통 털이 없다. 하지만, 몇몇 밤비노 고양이들은 털을 가지고 있다. 2005년, 국제 고양이 협회(TICA)는 밤비노를 실험 품종으로 등록했다.

## 배경
2005년 국제 고양이 협회(TICA)가 실험 품종으로 등록했다.
이탈리아어로 "Bambino"는 "baby"로 번역되는데, 고양이를 아기 고양이처럼 보이게 하는 모습을 가리킨다. 밤비노는 먼치킨에서 물려받은 짧은 다리와 크고 곧은 귀를 가지고 있으며, 스핑크스처럼 털이 없다.